# Eichplatte
Eichplatte ist der Name von Aussiedlerhöfen der Stadt Neresheim in Baden-Württemberg.

## Lage
Die Höfe liegen südlich des Auernheimer Weges (Kreisstraße K3295), unweit südlich des Eichhofes.

## Geschichte
Die drei Aussiedlerhöfe wurden wie auch die Lixhöfe 1959 angelegt. Der Name leitet sich von dem hiesigen Gewannnamen Eichplatte ab.